# حمض السلفنيك

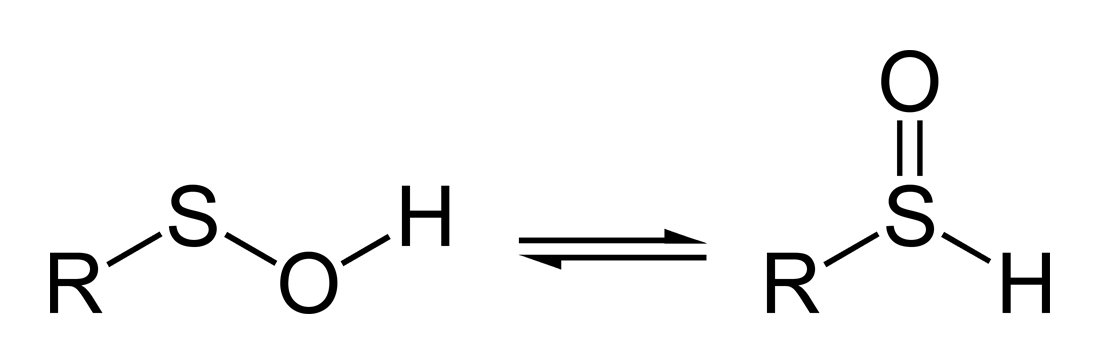
يوجد حمض السلفنيك على شكل تصاوغ صنوي، إلا أن الدراسات الطيفية بينت أن الشكل على اليسار هو السائد.

أحماض السلفنيك هي صنف من مركبات الكبريت العضوية والأحماض الأكسجينية وصيغتها العامة RSOH. تعد أحماض السلفنيك صنفاً من أحماض الكبريت العضوية التي تتضمن أصنافاً أخرى مثل حمض السلفينيك (RSO2H) وحمض السلفونيك (RSO3H).

## الخواص
على العكس من أحماض السلفينيك والسلفونيك، فإن أحماض السلفنيك البسيطة، مثل حمض ميثان السلفنيك CH3SOH، هي مركبات نشبطة ولا يمكن عزلها في المحلول، كما أمخا في الحالة الغازية قصيرة العمر. رغم قصر عمرها في الحالة الغازية إلا أنه جرى التمكن من دراسة بنيتها بالمطيافية الدورانية بأشعة الميكرويف أن البنية على الشكل CH3–S–O–H.
يمكن أن يزاد من استقرار أحماض السلفنيك من وجود تأثيرات فراغية، والتي تمنع أحماض السلفينيك من التكاثف مع بعضها لتشكل مركبات ثيوسلفينات الموافقة RS(O)SR، كما يجري الحال في مركب أليسين المسؤول عن رائحة الثوم. بينت الدراسات بواسطة الأشعة السينية على أحماض السلفنيك المثبتة أن تمتلك بنية على النمط R–S–O–H.